# Communauté de communes de Mortain
La communauté de communes du canton de Mortain est une ancienne communauté de communes française, située dans le département de Manche et la région Basse-Normandie.

## Composition
L'intercommunalité fédérait les dix communes du canton de Mortain :
- Bion
- Fontenay
- Mortain
- Le Neufbourg
- Notre-Dame-du-Touchet
- Romagny
- Saint-Barthélemy
- Saint-Clément-Rancoudray
- Saint-Jean-du-Corail
- Villechien

## Compétences

### Obligatoires
- Aménagement de l'espace (incluant Scot du Pays de la Baie du Mont Saint-Michel)
- Actions de développement économique

### Optionnelles
- Protection et mise en valeur de l'environnement
- Politique du logement
- Création, Aménagement, Entretien de la Voirie d'Intérêt Communautaire
- Construction, Entretien, Fonctionnement des Équipements culturels, sportifs et touristiques

### Facultatives
- Gestion et aménagement du temps de l'enfant : Projet Éducatif Local, relais d'Assistantes Maternelles, gestion des CLSH, CVL
- Transports scolaires
- Service d'incendie et de secours
- Électrification Rurale
- Aménagement numérique du territoire
- Adhésion au Pays de la Baie du Mont Saint-Michel
- Adhésion au Syndicat Manche Numérique
- Versement de Subventions aux associations d'intérêt cantonale
- Centre Local d'Information et de Coordination Gérontologique (CLIC)
- Contrat de Pôle Intercommunal

### Équipements intercommunaux
- déchèterie
- RAM (Relais Assistantes Maternelles)
- Centre de Loisirs sans hébergement
- école de musique
- salle des sports
- Salle de tennis de table
- Court extérieurs de tennis
- Piscine
- Bâtiment de l'ancienne Gare du Neufbourg
- Logements du Centre de Secours
- Pont bascule

### Économie
- Zone d'activités numérisée située sur la commune de Romagny. Surface totale : 14 hectares
- Un atelier relais disponible à la location, situé sur la commune de Mortain - ZA "les Corbinières". Surface : 400 m²
- L'espace NOVE@ : un projet de construction d'une structure destinée à la formation d'excellence dans le domaine des nouvelles technologies

## Historique
Le 26 décembre 1991 est créé le district de la Cance qui change de dénomination le 6 août 1992 devenant le district de Mortain qui sera à nouveau transformé en communauté de communes du canton de Mortain le 12 octobre 2000.
Le 1er janvier 2013, elle fusionne avec les communautés de communes de la Sélune et du canton de Sourdeval pour former la communauté de communes du Mortainais.

## Administration
| Période      | Période       | Identité        | Étiquette | Qualité                          |
| ------------ | ------------- | --------------- | --------- | -------------------------------- |
| janvier 1992 | juin 1994     | Gabriel Destais |           | Maire de Mortain                 |
| juin 1994    | mars 2001     | André Hamon     |           | Maire de Bion                    |
| mars 2001    | décembre 2012 | Serge Deslandes |           | Conseiller municipal de Fontenay |